# Heliconius heurippa
Espèce
Heliconius heurippa est une espèce d'insectes lépidoptères appartenant à la famille des Nymphalidae, à la sous-famille des Heliconiinae et au genre Heliconius.

## Taxinomie
Heliconius heurippa a été décrit par William Chapman Hewitson en 1854 sous le nom initial d' Heliconia heurippa.
Heliconius heurippa pourrait être un hybride entre Heliconius melpomene melpomene et Heliconius cydno cordula (travaux deSalazar et al. 2005; Mavarez et al. 2006),.

## Description
Heliconius heurippa est un grand papillon d'une envergure d'environ 85 mm, au corps fin et aux longues ailes antérieures allongées et au bord interne concave.
Le dessus est de couleur noire à marron avec aux ailes antérieures deux bandes à bords irréguliers, une blanche du bord costal à l'angle interne collée à une orange qui laisse l'apex marron ou noir.

## Biologie

### Plantes hôtes
Les plantes hôtes de sa chenille sont diverses Passifloraceae.

## Écologie et distribution
Heliconius heurippa est présent en Colombie.

### Biotope
Heliconius heurippa réside à une altitude entre 400 m et 2 400 m dans la forêt.

## Protection
Pas de statut de protection particulier.